# 伯沙罗杰斯钻洞
1-27 伯沙罗杰斯钻洞（英語：1–27 Bertha Rogers hole）是美国天然气公司GHK公司1974年于奥克拉荷马州沃希托县钻成的钻洞，曾经是最深的钻洞，直到被苏联1979年开钻的科拉超深钻孔所超过。
该井耗用GHK两年时间达到了31441英尺（9583米），将近6英里。钻井期间，井体承受了巨大的压力—将近25000 psi（172369千帕）。在钻头遇到一个融硫层（该处同样将融化钻头）之前未发现商业碳氢化合物，之后该井被封堵并被遗弃。